# Pistolet maszynowy Brügger-Thomet MP9
Brügger-Thomet MP9 – szwajcarski kompaktowy pistolet maszynowy opracowany na podstawie Steyr TMP.

## Historia konstrukcji
Pistolet maszynowy Brügger-Thomet MP9 jest gruntowną modernizacją opracowanego w roku 1992 austriackiego pistoletu maszynowego Steyr TMP. W roku 2001 firma Brügger-Thomet AG kupiła prawa patentowe i dokumentację techniczną Steyr TMP. Modernizowaną broń wprowadzono na rynek pod nazwą Brügger-Thomet MP9. Ze względu na swoją budowę pistolet maszynowy MP9 jest dobrą bronią dla służb policyjnych, służb specjalnych oraz załóg pojazdów wojskowych.

## Opis konstrukcji
MP9 jest bronią samoczynno-powtarzalną działającą na zasadzie krótkiego odrzutu lufy. Strzelanie odbywa się przy zamku zamkniętym. Z MP9 można prowadzić zarówno ogień ciągły jak i pojedynczy. Broń zasilana jest amunicją 9 × 19 mm Parabellum (także pociski półpłaszczowe). Gniazdo magazynka umieszczono w chwycie pistoletowym. Po wystrzeleniu ostatniego naboju z magazynka zamek jest zatrzymywany w tylnym położeniu. MP9 posiada stałe mechaniczne przyrządy celownicze w postaci muszki i celownika przeziernikowego. Do broni możliwy jest montaż tłumika dźwięku (służy do tego gwint na wylocie osłony lufy) oraz dodatkowych optycznych przyrządów celowniczych (na szynie Picatinny). Broń wyposażono także w składaną kolbę.

### Warianty
- MP9 – podstawowa wersja
- TP9 – wersja samopowtarzalna
- wersja szkolna (szkielet i komora zamkowa w kolorze czerwonym)
- wersja treningowa – dostosowana do amunicji treningowej Simunition FX

## Użytkownicy
- Indie: Mumbai Police[1]
- Polska: Oddziały specjalne Żandarmerii Wojskowej (zakupiona niewielka ilość)[2]
- Portugalia: Armia Portugalska[3]
- Szwajcaria: Szwajcarska Policja[4]
- Rosja: Grupa Alfa[5]